# Alex Wilder
Alex Wilder é um personagem fictício, um supervilão que aparece nas revistas em quadrinhos americanas publicadas pela Marvel Comics. Alex Wilder foi criado pelo escritor Brian K. Vaughan e pelo artista Adrian Alphona, e a sua primeira aparição foi em Fugitivos #1 (Julho de 2003). Como todos os membros dos Fugitivos originais, ele é filho de vilões malignos com habilidades especiais; no caso de Alex, chefões do crime organizado em Los Angeles. Ele foi o primeiro líder dos Fugitivos, até se revelar um traidor.
Depois de sua morte, ele foi ressuscitado em Avengers Undercover #5 e passou a ser um chefe do crime no Harlem.
O personagem é interpretado por Rhenzy Feliz na série de televisão do Hulu, Runaways.

## Publicação

Fugitivos Vol. 1 (capa dura).
Arte de Adrian Alphona.

Alex Wilder apareceu pela primeira vez em Fugitivos #1 (Julho de 2003) e foi criado por Brian K. Vaughan e Adrian Alphona. Alex é o líder do time no primeiro volume da série. Ao contrário do resto da equipe, Alex não possui poderes de qualquer tipo, mas é um prodígio nas áreas da lógica e da estratégia, ambas as quais ajudam muito Alex durante seu tempo como líder. Magro, negro e com um cabelo black power, Alex se destacou como o traidor secreto dos Fugitivos, sendo leal aos pais dele, e teve sua morte trágica depois de ter sido transformado em cinzas pelos Gibborim.

## Biografia ficcional do personagem
O filho de Geoffrey e Catherine Wilder, Alex é o primeiro personagem a ser introduzido na série; Alex é o primeiro a sugerir, inicialmente, espionar a suposta organização de caridade de seus pais. Depois de testemunhar o assassinato de uma adolescente inocente por seus pais (que foi revelado ser uma organização criminosa secreta chamada "o Orgulho"), Alex organiza a fuga em massa. Alex então obtém a cópia do Abstract dos Yorkes, um livro mágico que registra os feitos passados, presentes e futuros do Orgulho. Depois de algumas lutas com seus pais, Alex e os Fugitivos escapam para o esconderijo da mansão em ruínas chamado "o Hostel" de Chase. O grupo promete trabalhar em conjunto e derrubar a organização dos pais deles. A maioria do grupo (com exceção de Alex) decide usar codinomes de super-heróis para eles mesmos quando eles começam suas novas vidas como vigilantes em tempo integral. Alex se distancia emocionalmente de muitos dos Fugitivos, com exceção de Nico, se recusando a aceitar um codinome ou vínculo com o resto da equipe. Alex passa a maior parte do tempo decifrando o Abstract. Como ele esperava que todos os outros Fugitivos morressem em poucos meses, ele limitou sua conexão emocional.
Alex eventualmente decifra o Abstract e revela que o Orgulho trabalha para os Gibborim, três gigantes monstruosos que exigem o sacrifício de vinte e cinco almas inocentes ao longo de vinte e cinco anos para ganhar poder suficiente para destruir a Terra e restaurá-la ao paraíso que já foi. Alex determina a localização do rito de sacrifício anual. Chase é gravemente ferido, e decide ficar para trás, e dá a Alex seus óculos de raios-x e as Fistigonas para a luta final. Quando Gert é ferida durante a luta, ela dá o controle de Alfazema para Alex para que a dinossaura possa permanecer na luta, e quando Nico está congelada, Alex começa a usar o Cajado do Absoluto também. Quando a luta está finalmente terminada, apenas Alex e Karolina permanecem em pé, altura em que Alex nocauteia Karolina e revela que sempre foi leal aos pais dele.
Alex revela que ele sabia sobre o Orgulho há mais de um ano e tinha aprendido sobre o segredo do Orgulho anteriormente. Ele, em seguida, revela que os Deans e os Hayes tinham planejado matar todos os membros humanos do Orgulho, e tomar os seis assentos no paraíso para si e suas filhas. O plano-mestre de Alex era usar seus amigos para derrotar todo o Orgulho como um grupo, mas salvar seus próprios pais, garantindo assim três assentos no paraíso que os Gibborim profeticamente prometeram ao Orgulho anteriormente para si mesmo e seus próprios pais egoisticamente, e para dar os restantes três lugares para Nico e seus pais, mas Nico se recusa e Alex rapidamente perde o controle sobre a situação. Gert acorda, levando-a a recuperar Alfazema, que rouba o cajado de Nico e destrói os Fistigonas, deixando Alex sem nada. Quando Molly acorda, ela destrói o mais novo sacrifício dos Gibborim; quando os Giborim chegam, Alex assume total responsabilidade no lugar de seu pai pela alma que está desaparecendo. Enquanto os Gibborim respeitam abertamente a honestidade de Alex, eles matam Alex e todos os membros do Orgulho.
Alex Wilder foi ressuscitado em Avengers Undercover #5 e passou a ser um chefe do crime no Harlem.

## Em outras mídias
Alex Wilder aparece na série de televisão do Hulu, Runaways, interpretado por Rhenzy Feliz. Esta versão de Alex realmente sente falta de seus amigos e tenta voltar com eles, especificamente Nico devido a seus sentimentos por ela, e começa a sofrer de isolamento. Ao contrário de sua contraparte dos quadrinhos, ele é muito mais otimista, pelo menos quando se trata de sair com seus amigos, e seus desejos são mais nobres do que egoístas. Ele também é o único que os convida para sua casa enquanto os pais estão longe com seu esforço simplesmente querendo reconstruir o relacionamento quebrado deles após a morte da irmã de Nico, Amy.